# اللغة اليابانية الحديثة المبكرة
اللغة اليابانية الحديثة المبكرة (近世日本語 kinsei nihongo) هي مرحلة من اللغة اليابانية تأتي بعد اليابانية الوسطى وقبل اليابانية الحديثة. هي مرحلة تحول تتخلى فيها اللغة عن عدة ميزات لها من العصور الوسطى وتصبح أقرب من شكلها الحديث.
استمرت الفترة لمدة 250 سنة تقريبا من القرن 17 عبر نصف القرن 19، وتتزامن سياسيا مع فترة إيدو.

## خلفية
في بداية القرن 17 انتقل مركز الحكم من إيدو إلى كاميغاتا تحت حكم شوغونية توكوغاوا. كانت لهجة كاميغاتا السابقة للهجة كانساي الحديثة أكثر اللهجات تأثيرا قبل أوائل فترة إيدو. لكن منذ أواخر فترة إيدو أصبحت لهجة إيدو السابقة للهجة توكيو الحديثة أكثر اللهجات تأثيرا في الوقت الذي أغلقت فيه الدولة حدودها على الأجانب. حقق حكم توكوغاوا استقرارا مقارنة بالقرون السابقة. جعل هذا الاستقرار الجديد طبقة المحاربين تفقد ضرورتها بالتدريج، لتعوضها طبقة التجار. عرفت البلاد نموا اقتصاديا كبيرا وظهرت أشكال جديدة من التطورات الفنية مثل أوكييو-اه وكابوكي وبونراكو. وتضمنت أنواعا أدبية جديدة مثل أوكيوزوشي، شاريبون، كوكيبون، و نينجوبون. من بين الكتاب الكبار في المرحلة إيهارا سايكاكو، تشيكاماتسو مونزايمون، ماتسوو باشو، شيكيتي سانبا، و سانتو كيودين.

## الهوامش
1. ↑  Shibatani (1990: 119)